# Yamasee

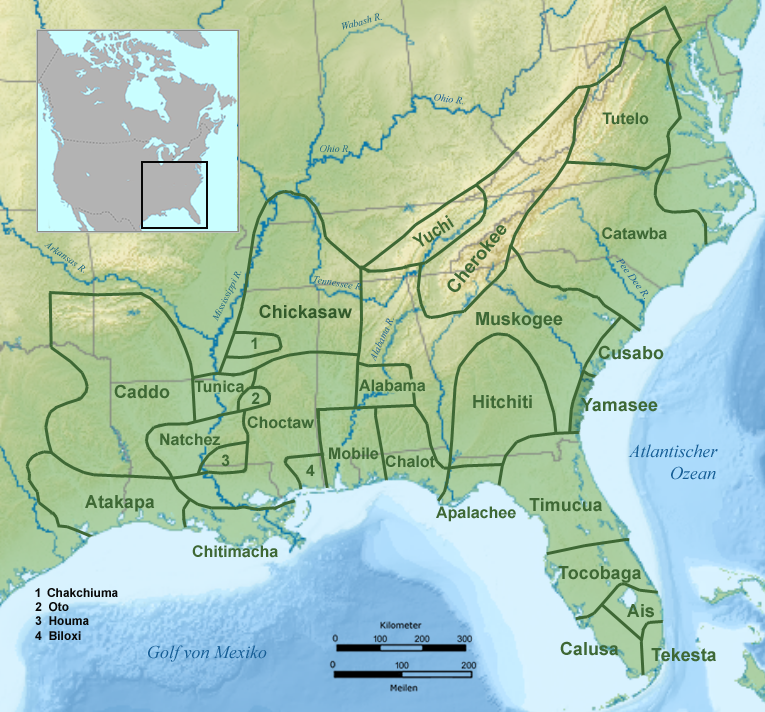
Stammesgebiet der Yamasee im 17. Jahrhundert.

Die Yamasee, auch Yemassee, waren eine multiethnische Konföderation von mehreren Indianerstämmen im südlichen Küstenland der heutigen US-Bundesstaaten South Carolina und Georgia. Die Yamasee gehörten vermutlich zur Muskogee-Sprachfamilie und setzten sich zum Teil aus versprengten Resten der Guale zusammen. Nach dem Yamasee-Krieg (1715–1717) flohen die überlebenden Yamasee nach Florida. Sie wurden vom Volk der Seminolen und anderen Stämmen integriert und gelten heute als ausgestorben.

## Stammesgebiet und Demografie
Das Wohngebiet der Yamasee lag zeitweilig an der Mündung des Savannah Rivers in den Atlantischen Ozean im heutigen Beaufort und Jasper County und erstreckte sich über vorgelagerte Inseln bis an die Grenze von Florida. Ihr Hauptort am Okatie River hieß Altamaha. Um 1650 wurde ihre Bevölkerung auf 2.000 Stammesmitglieder geschätzt, die sich 1715 auf 1.215 Personen reduziert hatte.

## Geschichte
Hernando de Soto durchquerte auf seiner Expedition 1540 das Wohngebiet der Yamasee und besuchte das Hauptdorf Altamaha. Im Jahr 1570 errichteten spanische Entdecker mehrere Missionen in der Provinz Guale, die der Gerichtsbarkeit der spanischen Regierung in Florida unterstanden. Die Yamasee ließen sich jedoch mehrheitlich nicht zum Christentum bekehren, anders als die indigene Bevölkerung Spanisch-Floridas.
Als Spanier 1687 versuchten, einige Stammesangehörige der Yamasee als Sklaven nach Westindien zu bringen, kam es zum Aufstand der indigenen Bevölkerung. Sie überfielen die Missionssiedlungen und mussten anschließend vor den spanischen Truppen nach Norden flüchten. Sie überquerten den Savannah River und die Grenze der englischen Kolonie South Carolina. Dort bekamen sie von den Behörden die Erlaubnis, im Gebiet des heutigen Beaufort County zu siedeln. Hier entstanden mehrere Yamasee-Dörfer, darunter der Hauptort Pocotaligo, sowie Tolemato und Topiqui.

### Der Yamasee-Krieg und der indigene Sklavenhandel
Im späten 17. und frühen 18. Jahrhundert hatte sich der Handel mit indianischen Sklaven zu einer lukrativen Einnahmequelle entwickelt. Diese wurden entweder an die Sklavenmärkte in Westindien oder an die Kolonisten verkauft. Um 1708 arbeiteten auf den Plantagen der Engländer in den Carolinas 1.400 indigene Sklaven, deren Zahl sich um 1715 auf 1.850 erhöht hatte. Seit 1680 hatten Sklavenjäger zwischen 24.000 und 51.000 indianische Kriegsgefangene gemacht, von denen die meisten entweder nach Neuengland oder in die Karibik verschifft worden waren.
Die Yamasee waren Partner der Engländer beim Sklavenhandel und veranstalteten Sklavenjagden gegen Indianer in den spanischen Provinzen Floridas. 1708 berichtete der spanische Gouverneur in St. Augustine, dass es dort nur noch 300 Ureinwohner gäbe. Er schätzte die Zahl der versklavten Florida-Indianer auf zehn- bis zwölftausend Personen, die von den Engländern und ihren indianischen Verbündeten verschleppt worden waren. Schon bald erkannten die Yamasee, dass die Engländer weder ehrliche Handelspartner noch gute Alliierte waren. Sie fühlten sich ständig von ihnen betrogen, darüber hinaus wurden sie von ihnen geschlagen und sie versklavten sogar ihre Frauen und Kinder. Aus der Sicht der Yamasee waren die Engländer gierig, verantwortungslos und gewalttätig.
Den Kolonialregierungen in den Carolinas war bekannt, dass sich die Yamasee ungerecht behandelt fühlten. Am 14. April 1715 trafen sich deshalb die britischen Indianeragenten Thomas Naine und John Wright aus South Carolina mit Häuptlingen der Yamasee in deren Dorf Pocataligo, tranken reichlich Rum und diskutierten über ihre Probleme. Am nächsten Morgen banden die Yamasee den Agenten Naine an einen Pfahl in der Mitte des Dorfplatzes. Sie durchbohrten seinen Körper mit brennenden Holzsplittern und marterten ihn zu Tode. Das war der Beginn des Yamasee-Kriegs.
Außer den Yamasee beteiligten sich auch die Muskogee und Choctaw an der gemeinsamen Aktion gegen die britischen Kolonisten, töteten einige ihrer Händler und überfielen mehrere Plantagen. Im Verlauf des Krieges kamen rund 400 englische Kolonisten ums Leben, das entsprach 7 % der weißen Bevölkerung. Als Antwort auf die Angriffe der Indianer stellte South Carolina eine Armee auf, die aus afrikanischen Sklaven, Freiwilligen aus North und South Carolina sowie befreundeten Indianerstämmen bestand. Auch 70 Tuscarora-Krieger kämpften auf der Seite South Carolina gegen die Yamasee. Die Kriegsführung war auch für die damaligen Verhältnisse außerordentlich brutal. In seinem Buch über diesen Krieg berichtet der Archäologe David Moore: "Die Streitkräfte South Carolinas gingen besonders unbarmherzig gegen die in der Nähe von Charles Town lebenden Stämme vor. Die Congaree, Santee, Pee Dee und Waxhaw erlitten verheerende Verluste". Im ersten Jahr des Krieges verloren die Yamasee etwa ein Viertel ihrer Bevölkerung, entweder wurden sie getötet oder versklavt. Die Überlebenden zogen nach Süden an den Altamaha River, in eine Region, die im 17. Jahrhundert bereits ihr Stammesgebiet gewesen war. Es war ihnen aber auch dort nicht möglich, in Sicherheit zu leben, und sie wurden zu Flüchtlingen.
In den nächsten beiden Jahren setzten die Briten ihre Angriffe unter South Carolinas Gouverneur Charles Caven gegen die Yamasee fort und vertrieben sie aus der gesamten Region. Die Überlebenden flohen entweder nach Florida in die Nähe des heutigen St. Augustine und Pensacola und schlossen sich wieder den Spaniern an oder suchten Schutz bei den Catawba im Norden. Der Yamasee-Krieg endete offiziell im Jahr 1718 mit einem Friedensvertrag zwischen den Kolonialregierungen und den beteiligten indigenen Stämmen. Nach dem Krieg kam die Mehrheit der Kolonisten zur Einsicht, dass die Versklavung der Indianer zu viele Probleme bereitete. Obwohl afrikanische Sklaven teurer waren, wurden diese jetzt vermehrt auf den Plantagen in den Carolinas eingesetzt.
Im Jahr 1727 griffen die Briten das letzte Dorf der Yamasee bei St. Augustine an, zerstörten es und töteten viele der Bewohner. Die Überlebenden schlossen sich den Seminolen, Creek, Hitchiti und Apalachee an und verloren damit ihre Stammes-Identität.